# Любен Гаджев
Любен Гаджев е български състезател, а по-късно и треньор по бокс. Републикански шампион по борба – свободен стил, деен състезател по бокс с множество награди и заслужил треньор на България.

## Биография
Любен Гаджев е роден на 21 август 1950 г. в село Секирово, днешен квартал на Раковски. Основното си образование получава в ОУ „Христо Ботев“ в родното си място, а през 1969 г. в Пещера завършва Селскостопански техникум „Петър Ченгелов“. През следващите две години изпълнява военната си служба в спортна рота, национален отбор по бокс в София. През месец април 1972 г. основава „Школа по бокс“ в родния си Раковски. На 25 август 1972 г. се жени за Иванка Гаджева, а през 1973 г. се ражда първото им дете – Марияна. Шест години по-късно, през 1979 г. се ражда и второто им дете – Бойчо.

### Спортна кариера
Още в основното училище започва да тренира борба – свободен стил. През 1965 г. в София става републикански шампион по борба, след което се запалва по бокса и започва да тренира усилено. Успехите не закъсняват, през 1968 г. става републикански шампион в категория „юноши“ в Бургас за купата на Средните спортни училища (ССУ). През 1969 г. в София печели III място в Спартакиадата за мъже. През същата година, като войник влиза в редиците на СК „ЦСКА“ – София и участва в редица състезания. След като отбива военната си служба, започва да се състезава в редиците на СК „Тракия“ – Пловдив, днешния СК „Ботев“. Участва в множество състезания както в България, така и в чужбина: Унгария, Алжир, Тунис, Италия, Чехия, Полша, Гърция и други.

### Треньорска кариера
През месец април 1972 г. открива специализирана спортна „Школа по бокс“ към основно училище „Христо Ботев“, като филиал на СК „Локомотив“ и става треньор на първите нейни членове. Още в първите години, в резултат на усилени тренировки и много труд от негова страна, школата се доказва и става една от най-добрите в България. През 1973 г. в Хасково възпитаник на школата – Бончо Гендов става Зонален шампион, а през 1974 г. в Габрово петима възпитаници стават медалисти. За периода, в който е съществувала школата (1972 – 1990 г.) Любен Гаджев и учениците му са участвали в множество състезания, турнири и първенства на регионално и национално ниво и винаги са били шампиони във всички категории. „Школата по бокс“ в Раковски има 78 републикански шампионски титли за „Юноши“ и „Мъже“, не могат да се изброят и вицешампионите. Наградени за „Майстор на спорта“: Иван Гаджев, Милко Стойков, Николай Пашкулов, Любо Загорчев и Петър Лесов. Школата на Любен Гаджев е тренирала възпитаници, които впоследствие са играли за отбори като: „Ботев“ и „Локомотив“ – Пловдив, АФД „Сливен“. Школата има и тридесет възпитаника в ССУ „Васил Левски“ – Пловдив.
През 1976 г. в Русия на Европейското първенство на железничарите, Божидар Дюлгерски печели бронзов медал, а през 1978 г. на Международния турнир по бокс в Албена участниците от „Школата по бокс“ на Раковски печелят един сребърен и два бронзови медала. През 1986 г. на турнира „Странджата“ в София, боксьорът Иван Гаджев е единственият българин, който побеждава кубинец. В Китай, Хонконг на международен турнир през 1987 г., същият печели златен медал. Иван Гаджев е и единственият българин, който побеждава Серафим Тодоров – трикратен световен шампион. Един от най-видните български боксьори – Петър Лесов, също е възпитаник на треньора Любен Гаджев. Под неговите усилени тренировки той става „Шампион на България“ (1974 г.) в категория „юноши“. В категория „мъже“ (48 кг. и 51 кг. – 1979 г.) в Юкохама, Япония става световен шампион, а през 1980 г. Олимпийски шампион в Москва, Русия. Същият има и две европейски титли в Тампере, Финландия и Варна. Друг виден възпитаник на треньора Любен Гаджев е и Йордан Лесов, бронзов медалист в Европейското първенство в Тампере, Финландия и четвърти на Олимпиадата в Москва през 1980 г.
Любен Гаджев е обявяван три пъти за „Най-добър треньор“ на окръжно ниво, три пъти „Най-добър треньор на НРБ“, а през 1980 г. става „Заслужил треньор на НРБ“.

## Успехи, награди и признания

### Като спортист
- Републикански шампион по борба свободен стил. (1965 г. – София)
- Републикански шампион по бокс в категория „Юноши“ за купата на ССУ. (1968 г. – Бургас)
- III място в Спартакиадата за мъже (1969 г. – София)

### Като треньор
- Награда за треньор с най-много шампиони (1973 г. – Пловдив)
- Заслуги в развитието на българския бокс (1974 г. – Пловдив)
- Принос в развитието на бокса в Пещера (1975 г. – Пещера)
- Най-добър треньор – юноши младша възраст (1977 г. – Пловдив)
- Най-добре представил се треньор на „Окръжно първенство по бокс за юноши“ (1977 г. – Пловдив)
- Грамота за заслуги по случай „Тридесет години организиран бокс в Пещера“ (1985 г. – Пещера)
- Заслужил треньор на България (1980 г.)

## Галерия
- Анхел Херера на гости на треньора Любен Гаджев, заедно с Пейчо Паев и майстора на спорта Николай Пашкулов
- Отбора по бокс на СК „Тракия“. Л.Гаджев трети от ляво надясно
- Националния отбор по бокс СК„ЦСКА“. Л.Гаджев първи от ляво надясно
- Л.Гаджев разочарован от загубата
- Л.Гаджев по време на тренировка на открито
- Тренировка на открито
- Лошото време не е оправдание
- Готов за ринга
- Младост
- Любен Гаджев – командир на спортна рота – първи от ляво надясно
- Военна служба – Л.Г. прав в средата
- Треньорът Любен Гаджев с двама от учениците си. Дясно - Бойчо Гаджев (брат на Л.Гаджев), ляво - Ангел Пачов (бъдещ шурей на Л.Гаджев).
- Тренировка по бокс
- Любен Гаджев със свой ученик пред родното ОУ „Христо Ботев“ Раковски
- Тренировки в училище
- Любен Гаджев награден за най-добър треньор на НРБ